# Chloris berroi
Chloris berroi là một loài thực vật có hoa trong họ Hòa thảo. Loài này được Arechav. mô tả khoa học đầu tiên năm 1896.